# Partidul Inițiativa Națională
Partidul Inițiativa Națională a fost un partid politic din România, înființat în anul 2005. 
La data de 15 decembrie 2011, Partidul Inițiativa Națională (PIN) a încheiat un protocol de fuziune prin absorbție cu UNPR.
Liderul PIN Lavinia Șandru a fost vicepreședintele UNPR la nivel național.

## Orientarea politică
Partidul Inițiativa Natională s-a înființat în primăvara anului 2005, în jurul a trei personalități care au părăsit PD (considerând că Alianța Dreptate si Adevar nu își respecta promisiunile electorale): Cozmin Gușă, Lavinia Șandru și Aurelian Pavelescu.
Orientarea politică a fost pragmatică, realistă. Principalul mesaj al partidului s-a concentrat în jurul reformării clasei politice și a instituțiilor statului, prin mobilizarea tinerilor și orientarea lor către valorile autentice. În acest demers, PIN a pus accentul pe criticarea puterii politico-economice corupte, afirmând că aceasta nu a fost capabilă să respecte promisiunile electorale și nu a urmărit să ofere soluții reale pentru ieșirea din criza în care se află România.
Președintele partidului a fost Lavinia Șandru. Sediul central al partidului s-a aflat în București.

## Poziția politică și electoratul-țintă
PIN declara că militează pentru reformarea din temelii a clasei politice, afirmând că aceasta este dominată în acest moment de fosta nomenclatură comunisto-securistă, afirmând că această nomenclatură a sprijinit formarea unei oligarhii economice care a distrus statul de drept și economia de piață.
În primul an de activitate, PIN a luat poziții dure în problema dosarelor revoluției din 1989, lupta anticorupție, activitatea președintelui Romaniei Traian Băsescu, protejarea românilor în zonele în care aceștia sunt minoritari.
PIN se declara o alternativă la partidele existente, indiferent dacă acestea sunt la putere sau în opoziție, și se definea ca un partid politic al tinerei generații, care apără interesele și valorile naționale, atașat valorilor europene.

## Structura organizatorică
- Președintele Partidului Inițiativa Nationala Arhivat în 9 martie 2008, la Wayback Machine. a fost Cozmin Gușă, un om politic care a plecat de la putere în două rânduri (în timpul guvernării Năstase, perioadă în care era secretar general al PSD și, ulterior, în timpul guvernării Tăriceanu, când era unul din liderii PD).
- Vicepreședintele Partidului Inițiativa Nationala Arhivat în 9 martie 2008, la Wayback Machine. a fost Lavinia Șandru
- Secretarul General al PIN Arhivat în 30 aprilie 2008, la Wayback Machine. a fost Valeriu Bordei

Din conducerea națională a PIN Arhivat în 9 martie 2008, la Wayback Machine. au mai făcut parte:
- Oana Rotaru Lider național PIN - Social Arhivat în 30 aprilie 2008, la Wayback Machine.
- Octavian Olteanu Lider național PIN - Economie/Agricultura Arhivat în 30 aprilie 2008, la Wayback Machine.
- Dinu Iancu Sălăjanu Lider național PIN - Cultură Arhivat în 30 aprilie 2008, la Wayback Machine.
- Andrei Duban Lider național PIN - Evenimente Arhivat în 30 aprilie 2008, la Wayback Machine.
- Lucian Milea Lider național PIN -  Educație & Cercetare  Arhivat în 30 aprilie 2008, la Wayback Machine.
- Andreea Garai Lider național PIN - Justiție Arhivat în 30 aprilie 2008, la Wayback Machine.
- Teodora Rădulescu Lider național PIN - Studenți Arhivat în 30 aprilie 2008, la Wayback Machine.